# Sören Benn

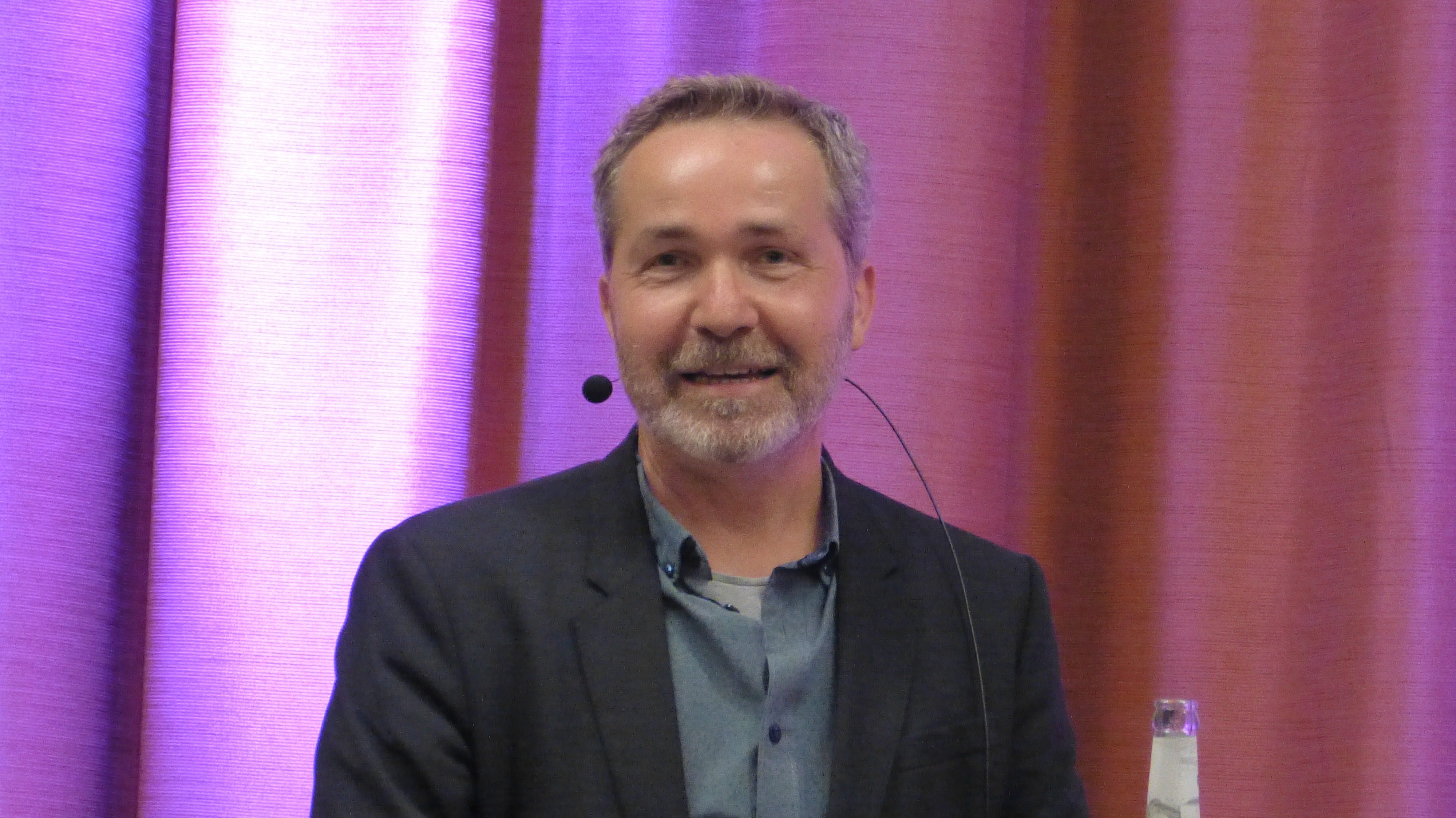
Sören Benn (2021)

Sören Benn (* 8. August 1968 in Kyritz) ist ein deutscher Lokalpolitiker  (parteilos, bis 2024 Die Linke) aus Berlin. Von 2016 bis 2023 war er Bezirksbürgermeister des Bezirkes Pankow von Berlin.

## Werdegang

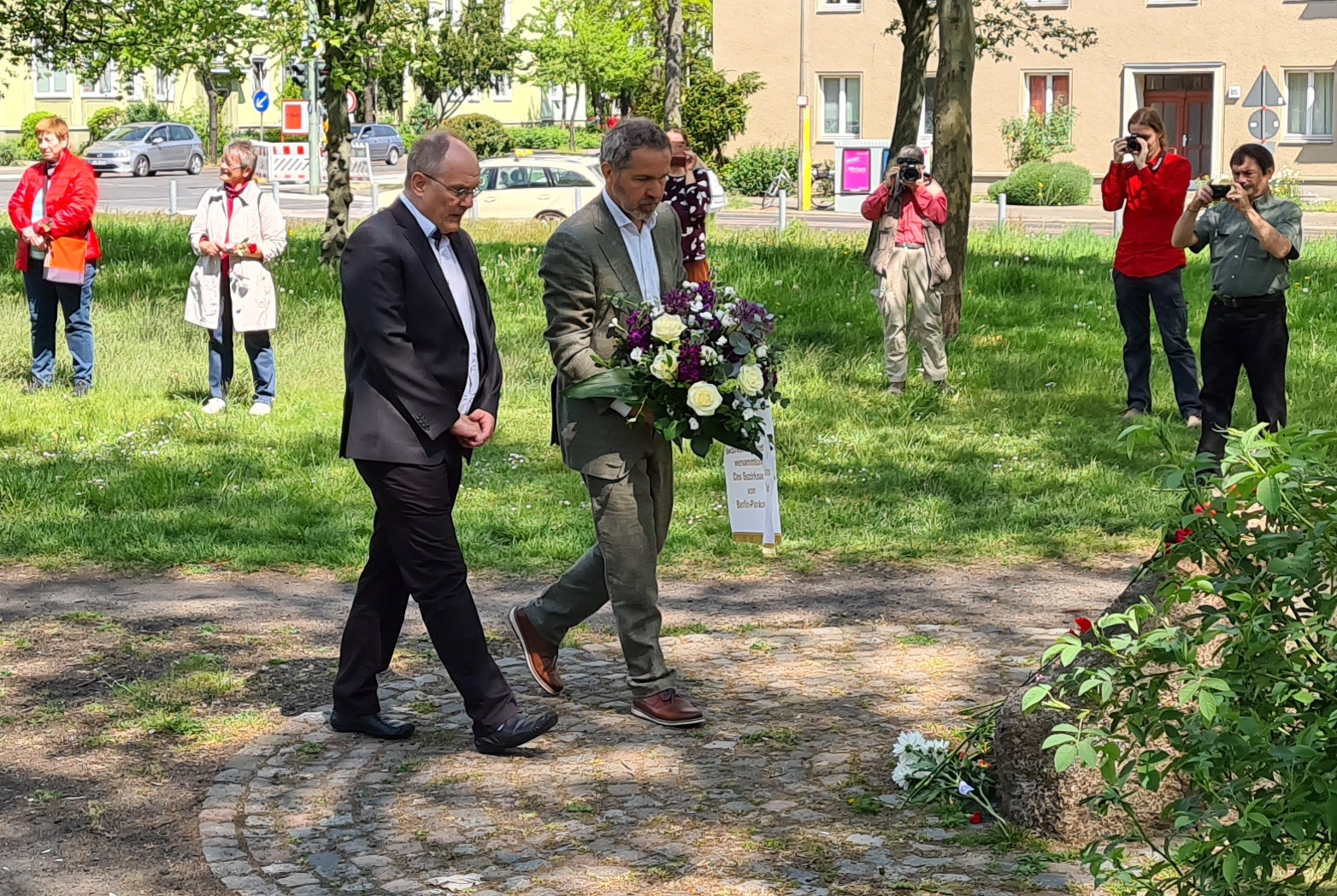
Sören Benn (mit Kranz) am Tag der Befreiung vom Nationalsozialismus 2020

Benn machte in Potsdam eine Ausbildung zum Baufacharbeiter mit Abitur, war auch zunächst in diesem Beruf tätig und engagierte sich in der Umwelt- und Friedensbewegung der Evangelischen Kirche der DDR. Im Jahre 1990 zog er nach Berlin-Pankow und begann ein Studium der Erziehungswissenschaften, das er als Diplom-Sozialpädagoge abschloss. In den Folgejahren war er beruflich tätig in der antirassistischen Jugendarbeit, in Jugendgefängnissen, in Integrationsmaßnahmen für Arbeitslose, in der Arbeit mit Schulverweigerern und migrantischen Jugendlichen sowie in der Jugendbegegnungsarbeit. Diese Tätigkeit unterbrach er für ein dreijähriges Schauspielstudium und eine sich anschließende zweijährige Tätigkeit als Schauspieler.
Nach eigenen Angaben trat er im Jahre 2000 wegen des Kosovokrieges der PDS bei und begann sich wegen der Hartz-Reformen stärker landes- und bezirkspolitisch zu engagieren. Auf Vorschlag der PDS wurde er im Jahre 2004 als Bürgerdeputierter in den Ausschuss der Bezirksverordnetenversammlung für das Jobcenter Pankow gewählt. Bei der Wahl 2006 wurde er schließlich ordentliches Mitglied der Bezirksverordnetenversammlung Pankow, Beisitzer im BVV-Vorstand, Vorsitzender des Jugendhilfeausschusses sowie jugendpolitischer Sprecher der Linksfraktion in der BVV, ab dem Jahr 2008 zusätzlich Vorsitzender der Linken Pankow.
Im Jahre 2011 wechselte Benn hauptberuflich in die Politik und war zunächst persönlicher Referent des Bürgermeisters und Senators für Wirtschaft, Technologie und Frauen Harald Wolf, ab 2012 dann Mitarbeiter des Bundestagsabgeordneten Thomas Nord und schließlich ab 2013 Referent für Wirtschaft und Verkehr der Linksfraktion im Abgeordnetenhaus von Berlin. Aus der Bezirksverordnetenversammlung schied er mit der Wahl 2011 aus.
Bei der Wahl 2016 war er Spitzenkandidat der Linken für die Bezirksverordnetenversammlung Pankow und zugleich Direktkandidat für das Abgeordnetenhaus von Berlin im Wahlkreis Pankow 3. In seinem Wahlkreis unterlag Benn knapp dem SPD-Kandidaten Torsten Schneider und zog daher nicht in das Abgeordnetenhaus ein. Bei der Wahl zur Bezirksverordnetenversammlung wurde die Linke jedoch stärkste Kraft und konnte daher das Amt des Bezirksbürgermeisters für sich einfordern. Die Linke bildete dazu in der Bezirksverordnetenversammlung eine Zählgemeinschaft mit den Grünen und der SPD, welche Benn am 27. Oktober 2016 zum Bezirksbürgermeister Pankows wählte. Entsprechend der Vereinbarung zwischen den Parteien übernahm er in dieser Funktion die Leitung der Abteilung für Kultur, Finanzen und Personal.
Bei der Wahl zur Bezirksverordnetenversammlung (BVV) 2021 wurde Bündnis 90/Die Grünen mit 16 der 55 Sitze stärkste Kraft im Bezirk Pankow, die zweit- und drittplatzierten Linke (12) und SPD (11) bildeten aber eine Zählgemeinschaft zur Unterstützung einer Wiederwahl Benns. Er stellte sich am 4. November 2021 zur Wiederwahl, hatte aber keine eigene Mehrheit. CDU, FDP und Grüne erklärten vorab, nicht für Benn zu stimmen. Dennoch erhielt er im ersten Wahlgang 29 der 55 Stimmen. Der Vorsitzende der AfD-Fraktion in der BVV Daniel Krüger erklärte anschließend, dass die fünf Bezirksverordneten seiner Fraktion aufgrund seiner „persönlichen Qualifikation“ für Benn gestimmt und ihm damit zur Wahl verholfen hätten. Bei den Grünen rief die Wahl scharfe Kritik hervor, die Landesvorsitzende Nina Stahr forderte seinen Rücktritt. Katja Bauer, politische Korrespondentin der Stuttgarter Zeitung und Mitautorin des Buchs „Die Methode AfD“, übte Kritik: „Zu sagen, Ihr glaubt doch wohl nicht, dass Rechte einen Linken wählen, ist bestenfalls naiv. Dass die AfD die Lage ausnutzen würde, war vorhersehbar.“ Aufgrund der Unbelegbarkeit nach einer geheimen Abstimmung wies Benn Krügers Behauptungen zurück. Es stelle sich die Frage, ob man ihm oder der AfD eine höhere Glaubwürdigkeit beimesse. Benn sah seine Mehrheit infolge von „Gesprächen mit einzelnen Abgeordneten aus dem demokratischen Spektrum.“ Da Rücktrittsforderungen nur aus der Grünen-Fraktion kamen, sah sich Benn von einer demokratischen Mehrheit getragen und bleibt im Amt. Die Fraktionschefin der Grünen in Berlin, Bettina Jarasch, sprach von einem „Dammbruch“ und warnte vor Nachahmern. Kritik kam auch aus den Reihen der FDP. Es wurden vielfach Parallelen zur Wahl des thüringischen FDP-Politikers Thomas Kemmerich gezogen. Dieser wurde im Februar 2020 mit AfD-Stimmen zum Ministerpräsidenten gewählt, legte das Amt aber kurz darauf nieder. Wenige Tage nach der Wahl rückten die Grünen von ihren Rücktrittsforderungen ab. „Dem Vernehmen nach gehen die Grünen inzwischen davon aus, dass es informelle Absprachen zwischen Linkspartei, SPD und CDU gegeben hat, Benn in einem der späteren Wahlgänge durch CDU-Enthaltungen zum Sieg zu verhelfen. Dies sei jedoch offensichtlich dadurch torpediert worden, dass die AfD bereits im ersten Wahlgang für Benn stimmte.“ Die AfD selbst, der nach den Wahlen 2016 ein Stadtrat gesetzlich zustand, ist in Benns neuem Bezirksamt ab 2021 nicht mehr vertreten.
Im Oktober 2024 erklärte Benn seinen Austritt aus der Partei Die Linke. Er attestierte der Partei „tiefsitzenden und fortwirkenden Antiamerikanismus“, auch dass „immer dann, wenn der Westen oder Israel als Täter markiert werden können, die Friedenssehnsucht besonders hochschießt und das Mitleid mit den Opfern besonders ausgeprägt wird“. Die Linkspartei mutiere „zu den Zeugen Jehovas der Politik“.
Benn ist Vater von drei Kindern und wohnt mit seiner Familie im Pankower Ortsteil Niederschönhausen. Er ist Mitglied der Vereinten Dienstleistungsgewerkschaft, der Volkssolidarität sowie des Vereins Helle Panke (Landesstiftung der Rosa-Luxemburg-Stiftung).